# 건축위원회
건축위원회란 건축물의 건축 등과 관련한 분쟁의 조정 또는 재정, 건축물 건축에 관한 심의 등의 업무를 수행하기 위하여 국토해양부, 시·도, 시·군·구에 설치된 위원회를 말한다
국토해양부에 두는 중앙건축위원회와 시.도 및 시,군,구에 두는 지방건축위원회로 구분된다.

## 판례
건축계획심의를 거치지 아니한 상태에서는 비록 원고가 이 사건 건축물에 대한 건축허가를 받는다 하더라도 이는 하자 있는 행정행위라 할 것이니, 원고로서는 피고의 이 사건 반려처분으로 인하여 적법한 건축허가를 받기 어려운 불안한 법적 지위에 놓이게 된 점, 피고는 건축위원회의 심의대상이 되는 건축물에 대한 건축허가를 신청하려는 사람으로 하여금 그 신청에 앞서 건축계획심의신청을 하도록 하고, 그 절차를 거치지 아니한 경우 건축허가를 접수하지 아니하고 있어 원고로서는 이 사건 건축물의 건축허가신청에 중대한 지장이 초래된 점 등에 비추어 보면, 피고의 이 사건 반려처분은 원고의 권리, 의무나 법률관계에 직접 영향을 미쳤다

## 같이 보기
- 건축분쟁조정위원회
- 건축계획심의
- 건축법